# أييوس ديميتريوس (بيريا)
أييوس ديميتريوس (Άγιος Δημήτριος) هي مدينة في بيريا في مقاطعة فوريا إلادا في اليونان.
يبلغ عدد سكانها حوالي 796   نسمة.